# Lupta (Star Trek: Voyager)
„Lupta” (titlu original: „The Fight”) este al 19-lea episod din al cincilea sezon al serialului TV american științifico-fantastic Star Trek: Voyager și al 113-lea în total. A avut premiera la 24 martie 1999 pe canalul UPN.
Episodul este remarcat prin folosirea unei teme comune a serialului, anume care sunt hobby-urile membrilor echipajului; în acest caz, este prezentat interesul primului ofițer Chakotay pentru box.

## Prezentare
Chakotay este țintuit pe un pat al infirmierei, încercând să comunice cu niște extratereștri prin halucinații.

## Actori ocazionali
- Ray Walston - Boothby
- Carlos Palomino - Boxer
- Ned Romero - bunicul lui Chakotay